# Mourez, nous ferons le reste
Pour plus de détails, voir Fiche technique et Distribution.
Mourez, nous ferons le reste est un film français réalisé par Christian Stengel et sorti en 1954.

## Fiche technique
- Titre : Mourez, nous ferons le reste
- Réalisation : Christian Stengel
- Scénario : Jacques Emmanuel, Eddie Pétrossian[1] et Christian Stengel
- Photographie : Lucien Joulin
- Montage : Roger Dwyre
- Musique : Gérard Calvi
- Décors : Robert Hubert
- Son : Constantin Evangelou
- Producteur : André Paulvé
- Société de production : Discina
- Pays de production :  France
- Format : Couleurs (Eastmancolor) - 35 mm - 1,37:1 - Mono
- Genre : Comédie
- Durée :  85 minutes (1 h 25)
- Date de sortie :
  - France : 15 octobre 1954
- Affiche : René Péron (France)

## Distribution
- Roger Nicolas : Ulysse Sylvain
- Magali Noël : Françoise
- Suzet Maïs : Mme. Dubois-Lassalle
- Antoine Balpêtré : le maire
- Roland Armontel : le curé
- Robert Dalban : Grosjean
- Jacques Emmanuel : le notaire
- Georges Rollin : Georges
- Noël Roquevert : Mathurin, le centenaire
- Maurice Bénard
- Serge Davin
- Max Elloy
- Robert Hébert
- Pierre Duverger
- Jean-Claude Méral